# John Diefenbaker
John George Diefenbaker PC CH QC (Neustadt, 18 de setembro de 1895 – Ottawa, 16 de agosto de 1979) foi um advogado e político canadense que serviu como Primeiro-ministro do Canadá de 1957 até 1963.
Seu governo foi marcado pela aprovação da Declaração dos Direitos dos canadenses. Enfrentou constantes faltas de apoio político dentro do Parlamento, mas manteve-se firme no cargo. No âmbito internacional, foi uma das vozes mais atuantes dentro da Commonwealth contra o apartheid na África do Sul. Também desempenhou importante papel no cancelamento do polêmico Projeto Arrow. Apesar de não muito popular durante seu governo, a reputação de Diefenbaker cresceu depois que deixou o cargo.